# Aeroporto di Candia-Nikos Kazantzakis
L'Aeroporto di Candia-Nikos Kazantzakis, noto come Aeroporto Internazionale di Candia, (IATA: HER, ICAO: LGIR) (in greco Κρατικός Αερολιμένας Ηρακλείου "Νίκος Καζαντζάκης"?, Kratikòs Aeroliménas Iraklìou "Nìkos Kazantzàkis", definito come internazionale dalle autorità dell'aviazione civile greca HCAA, è il principale aeroporto dell'Isola di Creta e il più trafficato della Grecia dopo l'aeroporto di Atene-Eleftherios Venizelos; serve le città di Candia - in lingua greca Iráklion -, Agios Nikolaos, Malia, Chersonissos, Stalida ed Elounda. È intitolato a Nikos Kazantzakis di Candia, scrittore e poeta greco.
Il secondo aeroporto per importanza dell'isola di Creta è l'Aeroporto di La Canea-Suda.

## Storia
informazioni tratte da
L'aeroporto fu inaugurato nel marzo 1939, quando era una semplice pista ricavata all'interno di terreno agricolo: il primo aereo passeggeri ad atterrarvi fu uno Junkers Ju 52. Durante la seconda guerra mondiale l'aeroporto venne chiuso per essere poi riaperto nell'autunno del 1946, aprendo il traffico ai DC-3.
All'inizio l'aeroporto offriva solo servizi di base, con semplici strutture come tende, fumo per determinare la direzione del vento e lampade da tempesta per l'illuminazione della pista.
Nel 1947 fu costruito il primo terminal. La Hellenic Airlines fu la prima compagnia aerea a compiere voli commerciali nel 1948 e trasportò 4.000 persone.
Nel 1953 fu costruita una pista pavimentata che inizialmente era lunga 1.850 metri e orientata 09/27. Nel 1954 un DC-4 atterrò per la prima volta. In quell'anno l'aeroporto servì circa 18.000 passeggeri. Dal 1957 in poi, la nuova compagnia Olympic Airways iniziò a servire l'aeroporto con dei DC-6.
Dal 1968 al 1971 la pista fu allungata fino a raggiungere i 2.680 metri attuali. Fu inoltre aggiunto un nuovo terminal e introdotti nuovi servizi. Il 18 maggio 1971 atterrò il primo volo charter dall'estero operato dalla British Airways. Così il nuovo aeroporto fu inaugurato ufficialmente il 5 maggio 1972.
Nel 1988 fu aperta la zona di 900 metri quadrati dedicata alle partenze e agli arrivi internazionali. Nel 1992 fu completata l'area dedicata agli arrivi internazionali.
Nel 1994 fu ingrandita la zona dedicata alle partenze internazionali fino a 2.000 metri quadrati; nel 1996 l'estensione dell'aeroporto fu portata a 11.700 metri quadrati. L'anno seguente fu ulteriormente incrementato lo spazio delle partenze internazionali e portato a 5.000 metri quadrati. Nel 2005 la superficie occupata dall'aeroporto era di 19 ettari.

## Nuovo aeroporto
Durante i mesi estivi l'aeroporto vive periodi di grande congestione e non è raro che i passeggeri debbano fare lunghe file fino all'esterno del terminal per potersi imbarcare. Per questo motivo sin dal 1986 è stata programmata la costruzione un nuovo aeroporto civile a Kasteli Pediados, in prossimità di un aeroporto militare, che dovrebbe sostituire il Nikos Kazantzakis. Il progetto è stato più volte rinviato anche a causa della crisi del debito greco. Nel 2017 il ministro greco delle infrastrutture Christos Spirtzis ha previsto che la costruzione del nuovo aeroporto sarebbe durata cinque anni.

## Sicurezza
L'aeroporto è base operativa della Polemikí Aeroporía, l'Aviazione Militare greca.